# Erika Lindström
Erika Gustava Lindström, född 3 januari 1879 i Sund på Åland, död 14 mars 1965 i Sibbo, var en åländsk lärare, missionär och författare.
Lindström avlade folkskollärarexamen 1902 samt var verksam som lärare i Kumlinge 1902–1908 och i Lumparland 1908–1929. Hon var resesekreterare inom Finska missionssällskapet 1929–1935 och gjorde sig känd som en lysande förkunnare. I olika repriser arbetade hon sammanlagt åtta år som missionär inom Salaammissionen i Egypten. 
Lindström utvecklade ett omfattande författarskap med religiös inriktning. Lyriken, traditionell till sin utformning, finns samlad i Dyningar från Åland (1920) och Eko från när och fjärran (1953). Som prosaist framträdde hon i de historiska romanerna Frigjord (1945) och Grevekronan (1953) med motiv från Åland och Sverige. Bland hennes uppbyggelseskrifter märks Vägbrytaren (1937), Kristi tillkommelse och tusenårsriket (1942) och Guds under vid Nilen (1958). Hon är mest känd för hembygdsdikten Visa till Åland ("Vad du är rik min hembygdsö"), som tonsattes av Otto Andersson 1922 och sedan dess varit ett givet programnummer på åländska sångfester.